# Johann Benedict Listing

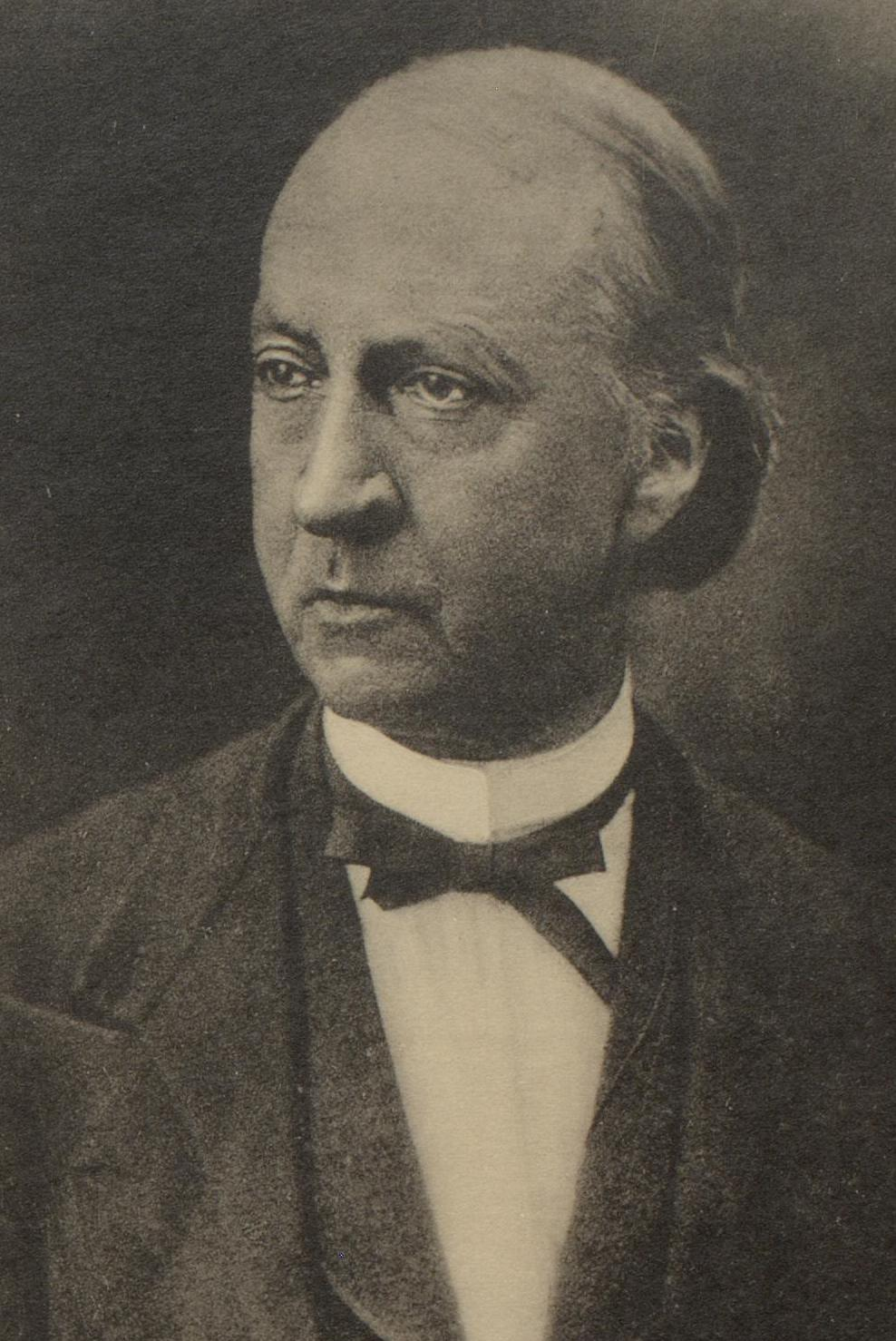
Johann Benedict Listing

Johann Benedict Listing (* 25. Juli 1808 in Frankfurt am Main; † 24. Dezember 1882 in Göttingen) war ein deutscher Mathematiker und Physiker. In Erinnerung ist er unter anderem als ein Pionier und der Namensgeber der Topologie.

## Leben
Er studierte Mathematik und Architektur an der Universität Göttingen, besaß jedoch ein viel breiteres Spektrum an Interessen, darunter Erdmagnetismus und physiologische Optik. Er promovierte 1834 in Göttingen bei Carl Friedrich Gauß. Anschließend machte er eine dreijährige Reise mit Wolfgang Sartorius von Waltershausen, um die vulkanischen Aktivitäten des Ätnas auf Sizilien zu untersuchen. 1837 wurde er Lehrer des Maschinenzeichnens, der Maschinenlehre und der angewandten Mathematik an der Höheren Gewerbeschule zu Hannover, 1839 außerordentlicher Professor der Physik als Nachfolger von Wilhelm Eduard Weber und 1849 Professor der Mathematik in Göttingen. Mit seinem Freund, dem Augenarzt C. G. Theodor Ruete erforschte er Gesetzmäßigkeiten der Augenbewegungen.
Durch seinen Mentor Carl Friedrich Gauß begann Listing sich auf die Topologie zu spezialisieren, die zu dieser Zeit noch analysis situs genannt wurde. Er verfasste 1847 mit den Vorstudien zur Topologie ein Lehrbuch zur Topologie, wobei er diesen Begriff bereits zehn Jahre zuvor in seinen Briefen verwendet hatte. Durch dieses Buch ging der Begriff in allgemeinen Gebrauch über. Unabhängig von August Ferdinand Möbius entdeckte Listing 1858 die besonderen Eigenschaften des Möbiusbandes.
1872 prägte er für die idealisierte geometrische Oberfläche der Erde die Bezeichnung Geoid.
1861 wurde er Mitglied der Akademie der Wissenschaften zu Göttingen und 1879 Ehrenmitglied (Honorary Fellow) der Royal Society of Edinburgh.

## Schriften
- De svperficiebvs secvndi ordinis : dissertatio inavgvralis. Univ., Diss., Göttingen 1834 Digitalisat
- Kleine hygrometrische Tafeln für die Beobachter des Psychrometers. Vandenhoeck & Ruprecht, Göttingen 1844 Digitalisat
- Ueber unsere jetzige Kenntniss der Gestalt und Grösse der Erde. Göttingen 1872
- Beitrag zur physiologischen Optik. Herausgegeben von Otto Schwarz. Ostwalds Klassiker Nr. 147, Leipzig 1905, Archive